# Paléolithique du Japon

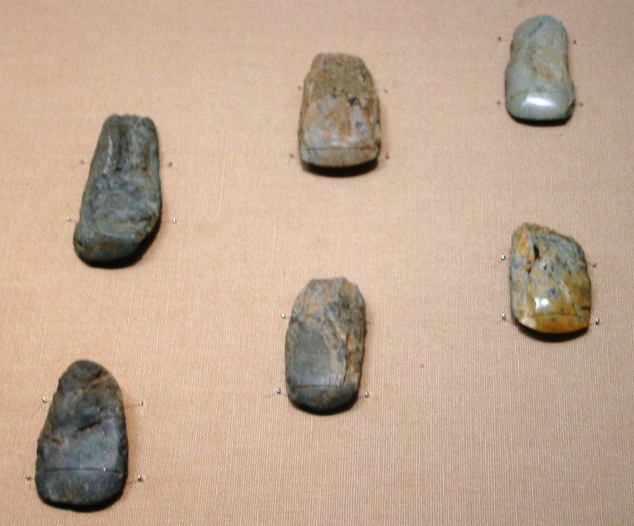
Herminettes au tranchant poli, site de Hinatabayashi B, Shinanomachi, Nagano, 35-32 000 ans BP, début du paléolithique supérieur. Musée national de Tokyo (TNM)

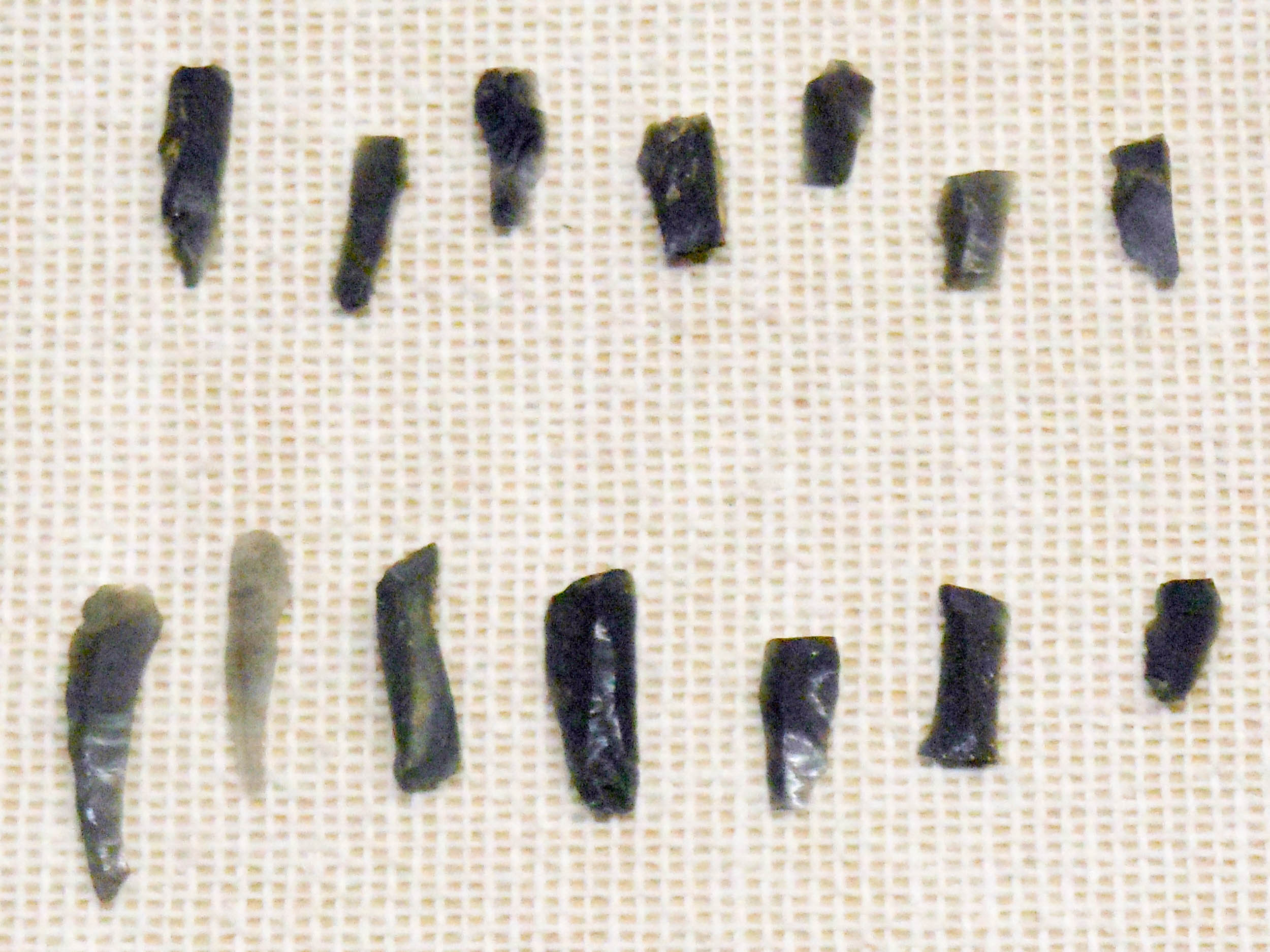
Lames d'obsidienne (microlithes). Site : Shirohebiyama-Iwakage à Imari, Saga. 13 000- 12000 BP, Proto-Jōmon ou premiers temps de la période Jōmon

Le Paléolithique du Japon débute vers 40 000 ans avant le présent (AP), d'après les premiers outils lithiques indiscutables trouvés au Japon, et s'achève vers 12 000 ans AP, quand commence la période Jōmon, marquée par les premières céramiques connues au Japon, période considérée comme relevant d'un Mésolithique à céramique. Toutefois, la période Jōmon initial, dénommée aussi Proto-Jōmon, est parfois qualifiée d'Épipaléolithique et incluse alors dans le Paléolithique du Japon.

## Histoire de la recherche sur le Paléolithique japonais
Il y avait deux cultures paléolithiques sur le site d'Iwajuku, le premier site paléolithique découvert au Japon, en 1949. Parmi les outils du niveau le plus ancien, les fouilleurs ont trouvé deux outils de type « hache » qui semblaient aussi avoir un tranchant affûté par frottement ou usé. Bien que le fouilleur, Chosuke Serizawa, ait hésité à porter un jugement sur le caractère du tranchant, Sugao Yamanouchi jugea qu'il était le résultat d'un affûtage intentionnel. Et, en prenant en compte des outils semblables en provenance d'autres sites, il conçut la théorie selon laquelle la période « précéramique » du Japon n'était pas équivalente au Paléolithique supérieur européen ou africain, avec l'argumentation suivante : qu'il s'agissait d'un Néolithique (en suivant la définition ancienne des types d'outils) sans céramique. Cette idée et le fait qu'il était difficile de dater le début de la période Jomon et de ses poteries ont généré une violente controverse sur la position du Japon dans la préhistoire mondiale.
Dans les années 1970, avec des fouilles à grande échelle, on a découvert de nombreux outils de type « hache » à tranchant affuté, aux niveaux les plus bas, 30 000 - 25 000 BP, et elles étaient souvent accompagnées par la pierre à affuter. Leur nombre baissait dans les phases post-AT (après l'éruption de la caldeira d'Aira, 21 000-22 000 BP) dans le contexte de la culture du loch de Tachikawa et ses équivalents, mais vers 13 000 BP de nombreuses et grandes haches à un seul tranchant, ou gouge apparaissaient de nouveau dans le contexte de la culture de Mikoshiba-Chojakubo, qui faisait figure de phase ultime du « Pré-céramique » ou du Paléolithique japonais.
On a remarqué ultérieurement que la période ancienne de ces outils affutés par frottement, soit 30 000-22 000 BP, correspond à une période relativement moins froide et que la teinte noirâtre de la couche dans laquelle ils ont été déposés correspondrait à un apport d'humus conséquent, lié à la forte végétation de l'époque, dans la région de Kantō. La corrélation entre les périodes de poussée végétale et l'abondance de ces haches semble ainsi se confirmer.

## Généralités

### Un grand nombre de sites
Selon la Japanese Palaeolithic Research Association (JPRA) ce sont 10 150 sites paléolithiques qui ont été répertoriés en 2010 sur l'ensemble des îles. Les assemblages lithiques sont bien préservés dans des sites de plein air (couches de lœss) et les plus anciens remontent au Paléolithique supérieur, au sud de la région de Kantō. Les différents repères que nous possédons aujourd’hui sont assez nombreux pour qu’il soit possible de donner une vue d'ensemble du Paléolithique des différentes régions de l’archipel japonais.

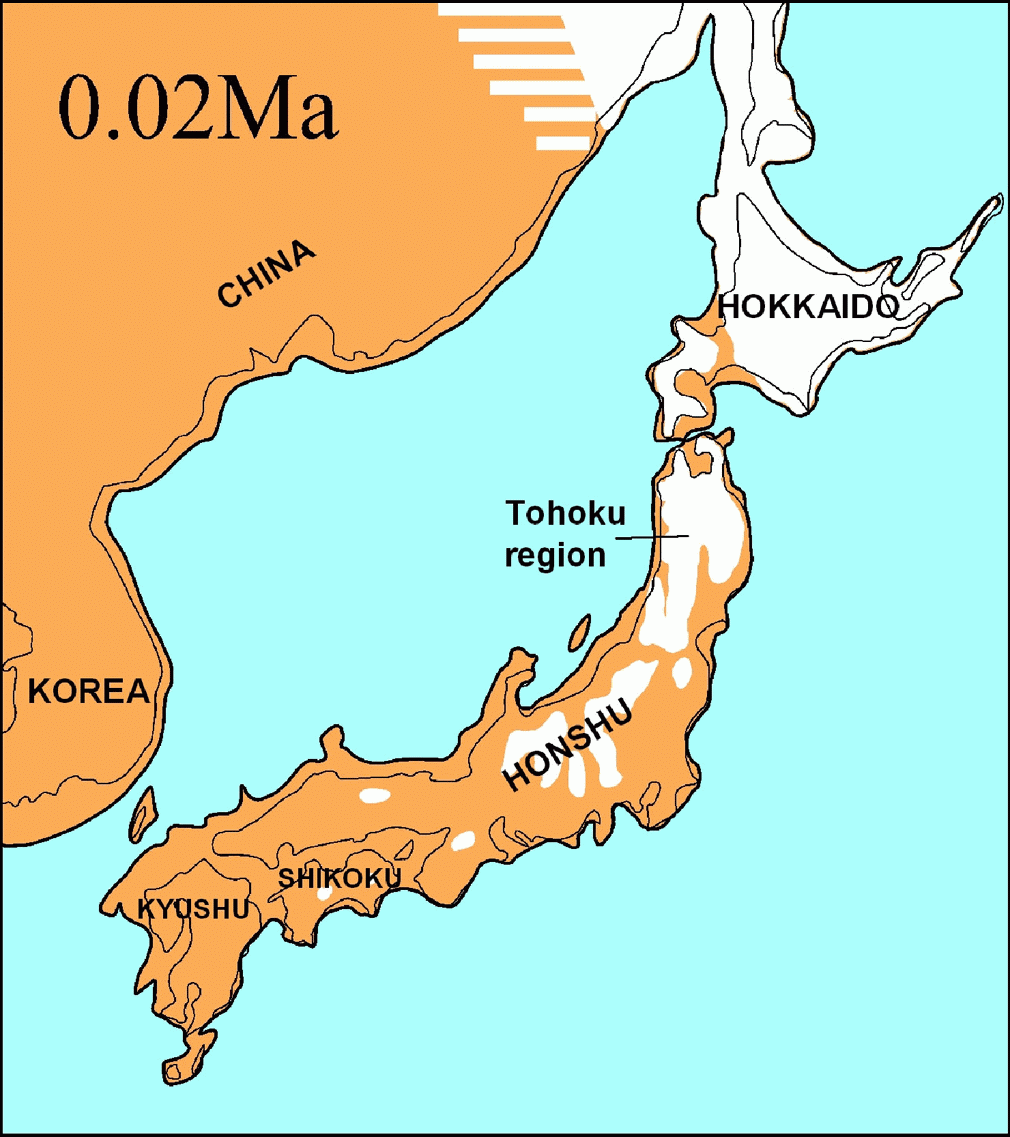
Approximation de la dernière glaciation, v. 20000 ans avant le présent (BP). Au-delà des côtes actuelles, la ligne des terres émergées alors.

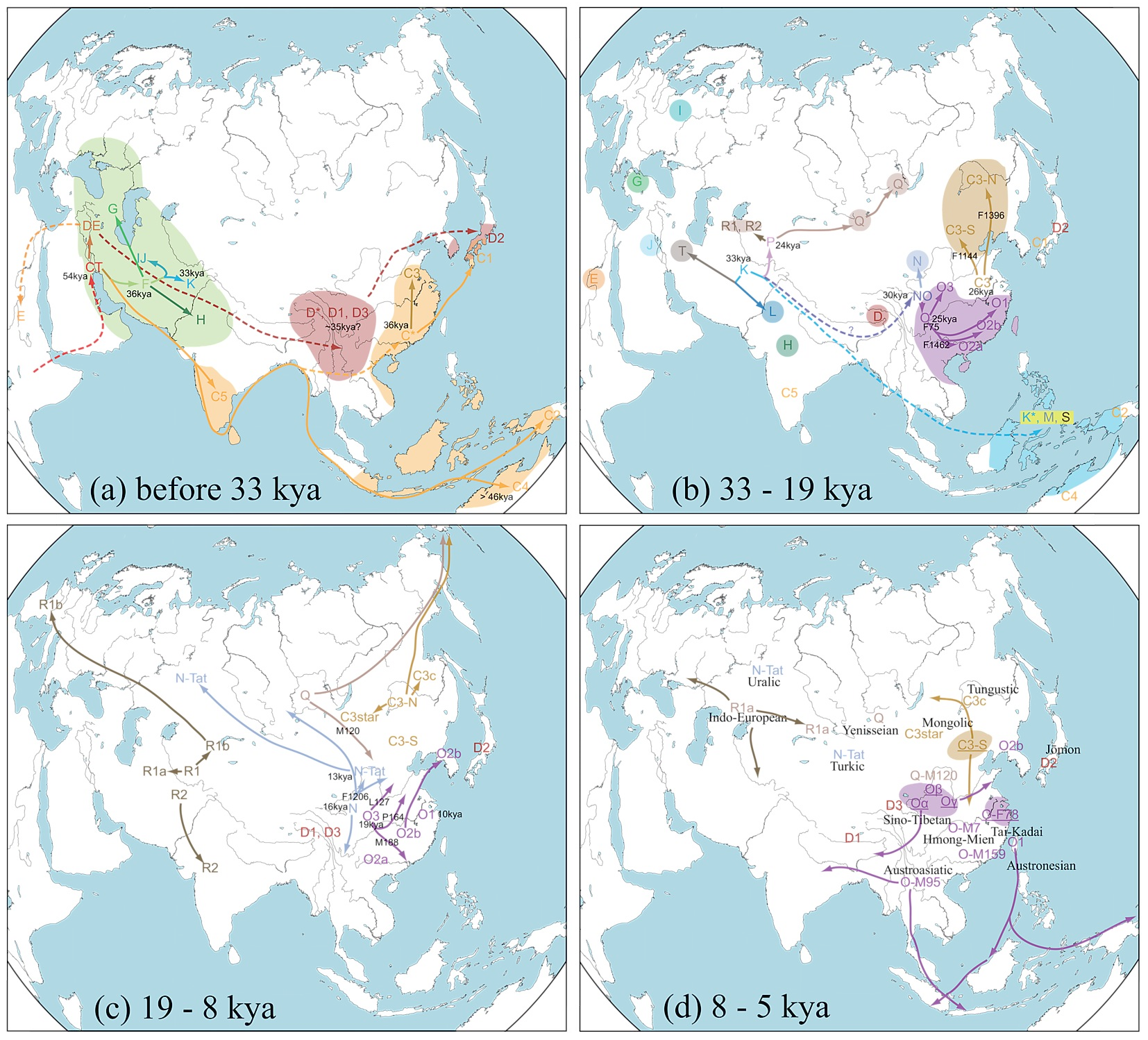
Routes migratoires selon une étude de génétique sur les haplogroupes, publiée en 2014. Fig. a : vers 36000 et 35000 BP, au Würmien moyen.

### Les sols volcaniques et leur acidité
Au Japon la nature volcanique des sols de l'archipel en couches bien identifiables sur tout le territoire favorise une datation précise des industries lithiques. Mais la nature acide de ces sols ne permet pas la conservation des restes fossiles, ossements humains et animaux en particulier dans les sites de plein air, qui représentent l'essentiel des sites. Certains sites marécageux, comme le lac Nojiri, ont conservé de nombreux fossiles animaux et quelques outils paléolithiques. Mais ceux-ci sont trop clairsemés et ne sont pas aisément connectés avec la stratigraphie volcanique. La découverte de sites de caverne ou d'abris sous roche est rare et cela a contribué à rendre difficile la corrélation entre les assemblages d'outils, la faune et les stratégies de subsistance. Par contre l'obsidienne, qui a été abondamment utilisée, permet que l'on détermine précisément son origine par une analyse physico-chimique. Et ainsi percevoir la circulation de cette roche, parfois sur de longues distances en haute mer.

### Périodisation
Après 2003, à la suite de l'affaire du faussaire Fujimura dénoncée en 2000, la mise au point effectuée par la communauté archéologique japonaise a rétabli la liste des sites scientifiquement reconnus et datés.
La période comprise entre 40 000 et 30 000 ans AP est désignée « Paléolithique supérieur I ». Ce Paléolithique supérieur I, est caractérisé, au Japon, par des outils en forme de « couteaux » et des industries trapézoïdes.

La rupture entre les deux périodes est marquée par une éruption volcanique majeure au sud de Kyushu.

La période comprise entre 30 000 BP et vers 15 000 BP (13 500/13 000 AEC, début de la période Jōmon) est désignée « Paléolithique supérieur II ». Le Paléolithique supérieur II étant caractérisé par l'apparition de microlithes.
On peut noter qu'en 2017 la communauté archéologique japonaise semble être divisée en deux camps. Pour les uns, la colonisation de l'archipel ne peut être envisagée avant 40 000 BP. Mais, s'appuyant sur plusieurs découvertes, les autres sont préparés à accepter des dates beaucoup plus hautes. En fait, ces assemblages apparemment très anciens partagent certaines caractéristiques, telles que: (1) l’absence de méthodes normalisées d’élimination des éclats (flakes); (2) une prédominance des petits outils à éclats retouchés de manière minimale; et (3) la fréquence des denticulés, des racloirs denticulés et des becs. Ce sont des caractéristiques que l'on retrouve dans les assemblages précoces du continent asiatique, tels que Xibaimaying et Houjiayao dans le bassin de Nihewan, dans le nord de la Chine (Takehana, 2012), à l'exception du fait que les pierres sphériques, souvent présentes dans leurs homologues continentales, sont très rares dans les assemblages japonais.
Les sites acceptés par tous :

La très grande majorité des 14 500 assemblages appartiennent au Paléolithique supérieur, qui appartiennent aux niveaux MIS 3 et MIS 2, de 40 000 BP à 16 000 BP dans le Paléo-Honshu, et 10 000 BP pour la Paléo-péninsule d'Hokkaido.
Les sites en débat :

Sur le site de Kanedori, dans la préfecture d'Iwate (Nord-est de Honshu), non affecté par les activités du faussaire Fujimura malgré sa proximité avec Sendai, les recherches étaient en cours depuis 1984. Des assemblages lithiques ont été récupérés sur deux niveaux situés au-dessous des couches contenant des artefacts appartenant au Jomon et aux Paléolithique tardif. Du niveau supérieur des deux niveaux, appelé couche de la Culture 3, 40 objets en cornéenne /  hornfels (décrits comme étant des choppers, chopping tools, grattoirs, des lames (flakes) et des chips) ont été découverts et un échantillon de charbon de bois de cette couche a été daté à 46 480 ± 710 cal. BP. Dans la partie inférieure, appelée couche de la Culture 4, huit objets, également en cornéenne, ont été mis au jour. Un âge voisin de 85 000 BP est suggéré pour cet assemblage, en raison de la présence d'un verre volcanique de cet âge dans la couche (Kuroda et al. 2016).

Deux autres découvertes posent problème sur les sites de Sinabara et Itazu, Izumo City, préfecture de Shimane, côté mer du Japon, à l’ouest de Honshu.
Les chercheurs suggèrent que les formations sur lesquelles 36 objets lithiques ont été découverts dans deux couches du site de Sunabara remontent aux étapes 5d et 5e du MIS, il y a environ 110 000 à 120 000 ans (Sunabara Iseki Gakujutsu Chosadan, 2013; Uemine et al. 2016). L'unique pièce récupérée sur un chantier de construction à Itazu semble avoir été, à l'origine, contenue dans une couche de loess déposée lors du MIS6, il y a environ 186 000– 128 000 ans (Matsufuji et al. 2013). Cependant, de nombreux archéologues ont du mal à accepter la nature artificielle de ces spécimens.

## Début du Paléolithique japonais

### Paléogéographie. Terres émergées, détroits et mers
Lors du dernier maximum glaciaire l'archipel était constitué de deux blocs, le Paléo-Honshu (Honshu, Shikoku et les îles Kyushu) et la Paléo-péninsule Sakhaline, Hokkaido et les îles Kouriles en connexion avec le continent par la Russie. La mer Jaune et la mer de Chine orientale étaient plus ou moins exondées, tandis que Taiwan était reliée au continent, et que la péninsule de Corée était reliée à l'est de la Chine. Les détroits de Tatarie et de La Pérouse seraient devenus exondés avec une baisse modérée du niveau de la mer au cours du Pléistocène. Par contre les détroits de Corée et de Tsugaru (entre Honshū et Hokkaidō) seraient restés ouverts, quoique moins larges.
Le climat de l'archipel était beaucoup plus froid et sec qu’aujourd’hui. La forêt de feuillus qui caractérise aujourd'hui la partie sud-ouest de l'archipel était alors une forêt mixte de conifères et d'arbres à feuilles caduques, tandis que les conifères dominaient les zones plus au nord.
Au Sud, une question reste débattue, la question de savoir si l'archipel des Ryūkyū a été reliée, momentanément ou pas au continent, et ainsi aurait pu servir de pont à l'arrivée des humains par le sud du Japon.

### Premières migrations
Pour ce qui est des tout premiers indices d'une population paléolithique sur les îles on manque de traces indiscutables sur le plan stratigraphique et de la typologie des formes. Une hypothèse qui semble acceptable (en 2014) propose que les premières populations humaines auraient commencé à s'implanter dans les îles à partir de 40 000 ans AP. En effet au cours de la dernière moitié du Pléistocène supérieur ce peuplement est reconnu par des industries lithiques, datées sur le plan stratigraphique et morpho-typologique, précisément vers le milieu du SIO 3 (stade isotopique 3 : de 58 900  à   27 600 ans), c'est-à-dire autour de 40 000 ans AP.
Les restes humains étant peu nombreux, une série d'études a pu trier ce qui relevait de restes humains du Pléistocène et ceux qui n'en font pas partie. Le plus grand nombre, aux dates anciennes, est situé dans les Ryukyu. Le fragment datable directement le plus ancien provient de la grotte de Shiraho Saonetabaru sur l'île de Ishigaki, et est daté 25 000 BP après calibration. Un autre fossile, dans le site de grotte Yamashitacho No. 1, à Naha City sur Okinawa, est daté 32 000 BP (2007 et 2012) par l'intermédiaire d'un charbon appartenant au même niveau. Ce serait (en 2017) le plus ancien fossile humain de l'archipel Japonais. Par ailleurs, la série des « hommes de Minatogawa » (connue en tant que « MMS ») se répartit sur la période 20 000 - 12 000 BP. Les crânes du niveau inférieur ont plus de similarité morphologique avec l'homme de Liujiuang, en Chine du Sud , qu'avec l'homme de Zhoukoudian, grotte supérieure (Upper cave) 
. En effectuant d'autres comparaisons les hommes de Minatogawa (v. 20 000 - 12 000 BP) auraient (1998) encore plus de points communs avec les fossiles de Wajak dans l'île de Java en Indonésie, voire avec ceux de la grotte de Niah à Bornéo et Keilor (à proximité de Melbourne) en Australie (2006 et 2012), ce qui indiquerait des affinités morphologiques avec les premiers habitants de la Chine du Sud, du Sud-est asiatique et avec les australo-mélanésiens. Une autre population, représentée par des ossements du niveau supérieur de la grotte de Minatogawa, proche de la morphologie des populations Jōmon, indiquerait que ces deux populations auraient, un temps, cohabité dans les Ryukyu (2011).

#### Génétique des populations
En 2014, une équipe de Shanghaï a publié les résultats d'une étude de génétique sur les haplogroupes leur permettant de proposer plusieurs schémas des migrations anciennes. Selon cette étude, les îles du Japon auraient reçu un apport de population venant du sud de la Chine et, au-delà, d'une région qui aurait correspondu au Sunda de l'époque, vers 36 000 ans AP, en étant passé par l'archipel Nansei. Une seconde vague autour de 35 000 ans AP depuis une zone s'étendant de l'est de l'Inde au Yunnan aurait atteint le Japon en étant passé par la Corée (cf. carte ci-jointe).
Le type de population, qui est celui des chasseurs-cueilleurs-pêcheurs indigènes Jōmon, restera globalement inchangé jusqu'à la période Yayoi. Les analyses génétiques révèlent que la population Jōmon a subi un fort goulot d'étranglement il y a 15 000 à 20 000 ans, avec une profonde divergence par rapport aux populations continentales. Elles estiment que la population effective était seulement d'environ un millier de personnes sur plusieurs millénaires.

### Paléolithique supérieur I, à pierres «polies»
Cette période s'étend de 40 000 à 30 000 AP.
L'origine des premières populations ne peut s'appuyer, en 2017, sur le matériel lithique, car il est inhabituel, avec, pour une part, des éclats informes, d'origine locale, apparemment utilisés comme expédients d'outils, et des lames à base vaguement retouchée qui semblent avoir servi de pointes de lance. Ces dernières, en obsidienne, provenant de sites choisis, comme Kuzoshima, une île au minimum à 30-40 km au sud de la terre ferme pendant le dernier maximum glaciaire et qui témoigne de la maitrise de la navigation par ces cultures.
D'autre part, la découverte de pierres en partie polies, des haches (ou herminettes ?) dont le bord tranchant a été retravaillé sur une pierre à affûter, a ouvert un débat qui s'intègre à une relecture des traditionnelles catégories comme « Paléolithique » et « Néolithique ». Ces industries à haches au tranchant poli sont apparues au Japon entre 38 000 et 32 000 ans AP(en particulier sur le site de Hinatabayashi B , préfecture de Nagano - image en introduction de cet article). Ce type d'outil n'était apparu nulle part à cette date dans les zones continentales de Chine, Corée ou Russie. Les plus grandes de ces haches semblent avoir été utilisées pour couper et travailler le bois. Si elles se trouvaient abimées à l'usage, elles étaient réduites et réutilisées. Ces paléolithiques pratiquaient un habitat saisonnier en cercle. Ils utilisaient des obsidiennes pour leurs lames, dont l'origine, dans une île de la côte Est, nécessitait la maîtrise de la navigation en haute mer.

### Paléolithique supérieur II
Cette période s'étend de 30 000 à 15 000 / 11 700 AP.
Le téphra AT répandu provenant de la caldera à la pointe sud de l'île Paleo-Honshu marque la limite entre les Paléolithiques supérieurs I et II. Cela se passe également au moment de la transition MIS3 vers MIS2, menant au LGM (Last Glacial Maximum) vers 26 500 BP. Le froid diminue ensuite jusqu'à un très net réchauffement autour de 14 000 BP. Le début de la période suivante, celle de la culture Jōmon, commence vers 15 000 BP, avant ce maximum de chaleur humide.
La disparition des haches au tranchant poli pourrait correspondre à un bouleversement dans le mode de subsistance et de mobilité, lié à l'éruption volcanique et au refroidissement qui suivit. Avec le froid qui sévissait durement sur le continent, il semblerait qu'une nouvelle vague de peuplement ait eu lieu.
L'outillage se diversifie régionalement, dans le procédé choisi pour détacher l'éclat comme pour le retoucher. On voit apparaitre des éclats d'andésite aux faces régulières transformés en pointes (est de l'actuelle mer de Seto, technique de Setouchi), alors que dans le nord-est, depuis le Paléo-Hokkaido jusqu'au centre de Honsu, on extrait d'abord des lames auxquelles on attribue, ensuite, une fonction par la retouche (entre autres des grattoirs et des burins). Aussi, variant d'une région à l'autre, la manière dont on réalise des espèces de « couteaux » (naifu-gata sekki), probables extrémités de projectiles (Midoshima, T., 1996). Des bifaces sont réalisés dans le centre montagneux du Paléo-Honsu. Certains outils, typiques de Corée et de Russie font une brève apparition dans Kyushu dévasté par le volcan : probable arrivée de groupes du continent.

## Période finale du Paléolithique japonais: Proto-Jōmon
La fin du Paléolithique est marquée, ici comme partout, par le réchauffement provisoire du Bölling. Le niveau de la mer a commencé à remonter vers 14 600 ans AP et certains passages terrestres ont été submergés. Pendant quelques siècles, les températures sont devenues moins froides qu'au Pléniglaciaire, avec des températures de 3-4° seulement au-dessous des températures actuelles, et c'était un climat moins sec. Le Dryas récent est marqué par une brutale chute des températures vers 12 900 ans AP, qui s'est poursuivie jusque vers 11 700 ans AP. À cette date, les températures sont remontées d'environ 7° en un siècle, marquant ainsi le début de l'Holocène.
La découverte des plus anciennes poteries marque le début de la période Jōmon vers 15 000 ans AP, ce qui semble correspondre au site d'Odai Yamamoto site I, vers 13000 - 13500 av. J.-C.. Une découverte archéologique publiée en 2013 confirme la période des « premières céramiques ». Par comparaison on peut se référer aux publications concernant les premières céramiques ailleurs dans le monde. Ainsi des découvertes effectuées en Chine indiquent que des « poteries » fragiles ont été réalisées dans le sud de la Chine, sensiblement un millénaire plus tôt que celles actuellement découvertes au Japon.
Très tôt au cours de la période Jōmon qui suit ce Paléolithique japonais et au sein de populations de « chasseurs-cueilleurs », la présence de céramiques a mis en évidence le caractère spécifique du Japon au cours de cette période et a permis de pointer le caractère insatisfaisant du terme « Mésolithique » qui lui a été attribué.

## Le peuplement

### Les îles centrales et Hokkaido
- Les points de passage des premiers Paléolithiques.

Les détroits de Mamiya (Détroit de Tatarie) et de Soya (Détroit de La Pérouse) qui séparent Hokkaidō du continent - en passant par l'île Sakhaline - sont, respectivement de 15  et   40 mètres de profondeur maximum. Pendant la dernière glaciation, avec un niveau de la mer d'environ 140–150 m en dessous du niveau actuel, il y avait donc un « pont » entre le continent et les « îles ». Animaux et humains ont ainsi pu se déplacer entre le continent et Hokkaidō, et des ossements de mammouth y ont été découverts, mais la faune des îles n'en a pas pour autant été bouleversée. Les populations de chasseurs-cueilleurs provenant d'Asie du Nord-Est auraient donc pu utiliser certains passages, à une époque où l'archipel était quasiment relié en plusieurs points au continent, jusqu'entre 10 000 et 8 000 BP. D'autant que plusieurs autres voies doivent être envisagées, dont le passage par l'île de Tsushima, où le détroit de Corée entre Tsushima et la Corée était considérablement réduit.D'autant que ces déplacements ne se sont pas nécessairement effectués à pied sec. Leur migration serait donc intervenue au cours de la dernière glaciation, la glaciation de Würm (Koji Mitzoguchi indique que la période de plus basses eaux se situerait entre 21 000 et 18 000 BP). Leur présence est en effet attestée, en 2014, sur toutes les îles vers 30 000 ans BP. Ces premiers habitants des îles appartiennent à la culture du début du Paléolithique supérieur.
Au milieu du dernier maximum glaciaire, vers 20 000 ans BP, les régions situées les plus au nord du Japon témoignent de traditions culturelles sibériennes, via l'île Sakhaline, et des industries lithiques de microlithes nordiques sont apparues, d'abord à Hokkaido. Cela dit, Koji Mizoguchi fait remarquer que les mammifères locaux constituent l'essentiel des populations de mammifères, bien plus que leur partiel remplacement par des (grands) mammifères venus du continent.

### L'archipel Nansei

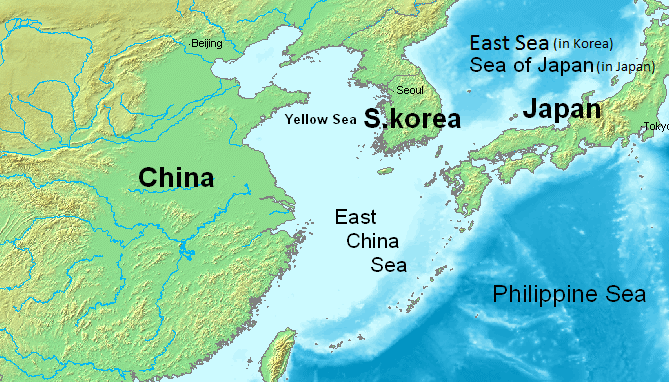
Le sud du Japon et son contexte

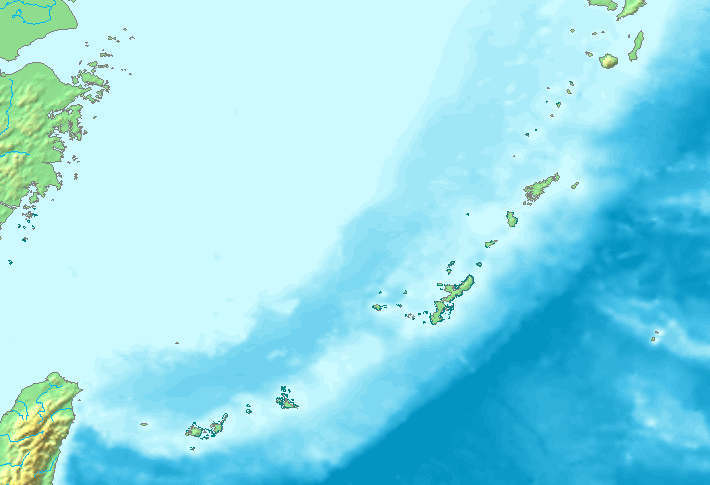
L'archipel Nansei

Au Sud, l’archéologie a permis de donner une vision plus précise du Paléolithique de l’archipel Nansei (comprenant les archipels Satsunan et Ryûkyû). L’archipel Nansei s’étend sur 1 200 km de Taïwan à l’île de Kyûshû.
Entre 250 Ma BP et 130 Ma BP, l’archipel était encore submergé par les eaux. Entre 15 Ma et 10 Ma, un vaste bras de terre relie directement Taïwan et toutes les îles de l’archipel Nansei au Kyûshû, lui-même relié au Honshû, et certainement à la péninsule Coréenne formant ainsi une vaste mer intérieure, correspondant à la mer de Chine orientale aujourd’hui. Durant le Pléistocène, de nombreuses espèces animales ont fait le chemin du continent asiatique aux îles Ryûkû jusqu’au Honshû. L’archipel Nansei est de nouveau complètement submergé entre 10 Ma et 2 Ma. C’est à partir de 1,5 Ma que l’archipel est de nouveau relié à la Chine continentale.
Durant le Pléistocène supérieur, les pléniglaciaires et les interstades entre 500 000 ans BP jusqu’à 10 000 ans BP vont faire varier le niveau de la mer et le pont continental. À la fin de la dernière glaciation (vers 9700 av. J.-C., début de l'Holocène), le niveau de la mer dans la région monta d’environ 100 mètres submergeant totalement le pont de Nansei pour former la topographie actuelle. L'étude sur les haplogroupes publiée en 2014 propose que ce groupe ait migré vers 36 000 BP, en passant par cet archipel, pendant une période de relatives "basses eaux", au Würmien moyen. Mais ces déplacements ne se seraient pas nécessairement effectués entièrement à pied sec.
Le Paléolithique à Okinawa a débuté aux alentours de 35 000 à 32 000 ans AP. La glaciation de Würm a entrainé l’exondation de nombreuses terres aujourd’hui submergées. Le dernier maximum glaciaire ayant été atteint il y a 21 000 ans, de nombreuses iles ont été connectées au continent asiatique par des ponts terrestres ; c’est le cas d’une grande partie des iles des Philippines, de nombreuses iles d’Indonésie, de Taïwan, et, au Japon, de tout l'archipel Nansei.

## Mode de vie

### Habitat, gestion des ressources, déplacements
Les traces d'habitat se manifestent, en général, par une zone de galets plus ou moins épars et par le travail de la pierre taillée, avec des nucléus et des éclats. Ces zones de galets épars, entre 3  et   4 m. de "diamètre", sont appelées ici : (en) :  « blocks ». Selon une première interprétation, ces dimensions de 3–4 m. correspondraient à celles d'une structure de la taille d'une "hutte" ou d'une "tente", pour un petit groupe, à l'échelle d'une famille. À partir d'environ 20 000 ans BP on trouve ce type de « block » avec des galets portant des traces de combustion. Ces galets auraient servi à la cuisson ou/et afin de rendre certains aliments végétaux non toxiques. On rencontre très souvent un ou deux « blocks », ce qui constitue ce que les archéologues appellent des « petits sites ».
Si l'on ne prend en compte que leur type d'outils (en comparaison avec ce qui se passe en Europe), il semblerait que, pour ces groupes qui auraient pratiqué une « mobilité circulaire », chaque période d'utilisation des petits sites d'habitat temporaire ait été de très courte durée, dans un environnement où les ressources auraient été abondantes (pendant peu de temps). Mais si l'on considère la distribution de ce type d'habitat, le modèle de vie qui s'en dégage est celui d'une ou plusieurs bases, d'usage assez long mais pas nécessairement permanent, et de raids avec des objectifs spécifiques, tout autour. Les déplacements se seraient alors limités à une espèce de « territoire ».
Les « grands sites » constitués de ces « blocks » peuvent avoir, au Paléolithique final, de relativement grandes dimensions. Le site de Shimobureushibuse, préfecture de Gunma, est constitué de ces groupes de galets plus ou moins épars (donc indénombrables), certains portant des traces de combustion. Le tout étant disposé à peu près en un grand cercle, dans un espace de 40 × 50 m. Ces structures seraient révélatrices d'une certaine stabilité de l'habitat. Mais il y a plusieurs schémas « possibles » pour la constitution de ce genre de grand site et son usage. 1: Lieu de regroupement régulier de petits groupes. 2 : Parfois "relais" pour la distribution de pierres, comme les obsidiennes, d'origine lointaine. On a pu remarquer aussi que les outils sont extraits d'un même nucléus et se retrouvent souvent sur différents « blocks ». Ce qui pourrait suggérer deux interprétations . 1 : Le tailleur ou le groupe des tailleurs de pierre déplace son atelier. 2 : La taille se fait sur un seul atelier mais les débris sont déplacés ici et là en certaines occasions. Dans l'interprétation 2, les « blocks » ne seraient pas des traces d'habitat, et ceux-ci seraient soit à l'intérieur du cercle, soit en dehors. Le fait que les outils et les débris provenant d'un nucléus particulier soient distribués sur un site de grande dimension suggérerait une occupation brève, correspondant au moment où un nucléus était travaillé. On a remarqué aussi que des outils provenant de matériaux-sources éloignés dans l'espace coexistent sur le même « grand site ». Ce qui supposerait que ces « grands sites » particuliers étaient occupés par des groupes ayant accès directement à des ressources différentes ou indirectement par l'intermédiaire de réseaux d'échange. En résumé l'usage de chaque « grand site » serait de courte durée par un assez grand nombre de groupes.
Par ailleurs, il a été démontré que ces « grands sites » se sont formés pendant une courte période, vers 21 000 BP. Cette période correspond ici au Dernier Maximum Glaciaire. Les grands mammifères coutumiers des migrations annuelles n'ont guère atteint ces régions pendant cette période et n'ont pas eu, en conséquence, de réel impact sur le régime des Paléolithiques.
Enfin, concernant les longs déplacements, il est tout à fait remarquable que l'on ait quelques cas où un certain assemblage, caractérisé par une technologie particulière constitué aussi bien par une sélection de matériel que par une pratique de taille spécifiques, ont été découverts très loin de l'horizon originel propre à cette technologie. Ainsi des couteaux de type Setouchi et des outils associés ont été découverts à 400 km. du plus point le plus proche appartenant à l'origine de cet horizon Setouchi. Ce qui permettrait de supposer que la mobilité de ces petits groupes n'était pas limitée par des normes restrictives, dans l'espace d'un « territoire ».

### L'outillage et le mode de vie

#### Paléolithique supérieur
- Gisements d'obsidienne et peuplement initial. La principale caractéristique du Paléolithique supérieur japonais c'est l'exploitation de gisements d'obsidienne[1],[N 9], dont la présence est liée au volcanisme de la ceinture de feu du Pacifique. Sur ce point précis, il est tout à fait remarquable que l'obsidienne provenant[N 10] d'un gisement situé sur l'îlot Onbase, au large de la péninsule d'Izu (sud de la baie de Tokyo), ait été retrouvée sur des sites du centre du Japon, alors qu'il fallait (en bénéficiant du niveau de la mer très bas du dernier maximum glaciaire) franchir au minimum 30 km. de haute mer. La navigation était donc, ici, bien maîtrisée au Paléolithique supérieur I, vers 38,000[N 11] – 35,000 BP. L'émergence de l'exploitation de l'obsidienne au Paléolithique supérieur initial se trouve aussi être en lien étroit avec le peuplement humain dans l'Est asiatique. Car, aucun outil de ce type n'ayant été découvert à cette date à Hokkaido, il semblerait que le peuplement des îles se soit bien fait par la Corée (ou par le Sud), et non par Hokkaido.
- Pierres « polies ». À côté des pierres taillées (herminettes, trapézoïdes et lames) en obsidienne, de nombreuses herminettes au tranchant poli et des pierres à affuter[46] ont été découvertes en de nombreux points dispersés dans les grandes îles nipponnes centrales (Honshu et Kyushu, mais aucune à Hokkaido et Okinawa), et dans des couches du Paléolithique supérieur ancien (v. 30 000 ans BP). Aucun objet similaire n'ayant été trouvé dans les espaces voisins, tant en Chine, en Corée qu'en Russie ou ailleurs, cette production est donc spécifique au Japon[47].
- Climat, modes de vie et outils multifonctionnels. Koji Mizoguchi remarque[48] que l'environnement, sur la longue durée du paléolithique japonais, est soumis à des fluctuations climatiques rapides (env. 1000 ans d'un pic à l'autre). Vers 17 000, à la fin de la période la plus froide, apparaissent plusieurs zones (aux contours très floutés) ayant un style lithique propre. La forme du couteau, en particulier, sert de marqueur d'une zone à l'autre. Mais la fonction de ces couteaux, ou leur usage, est loin d'être standardisée. Dans ce contexte, les éclats et les lames de formes et de tailles variées sont largement utilisés comme des outils multifonctionnels, d'usage flexible. Ce fait semble correspondre à la rareté des sites présentant des assemblages spécifiques, c'est-à-dire spécialisés dans certaines activités. Ce qui laisserait supposer une organisation de la vie sociale reposant sur une "mobilité circulaire" du groupe, où chaque population changerait de lieu de résidence fréquemment en fonction des ressources ou pour toute autre raison. Vers 14 000 BP le réchauffement est très net et la forêt d'arbres à feuilles caduques recouvre l'ancienne forêt subarctique de conifères. Au cours du Dryas récent (10 800 à 9 500 av. J.-C) le nombre d'établissements diminue sensiblement[49].
- Lances et alliances. Il existait de nombreuses formes de pointes, issues de technologies diverses au Japon. Vers 16 000-15 000 BP, des pierres taillés en forme de pointes de lance[50] apparaissent. Elles dérivent de la tradition lithique du couteau. Cette invention semble être une adaptation à un couvert végétal plus aéré qui rend possible la chasse des petits mammifères. Cette nouvelle forme se répand dans les régions voisines du Kanto et du Chubu, au centre de Honshu. Comme ce type d'outillage se répand assez rapidement dans ces régions, Okamura (1992[51]) suppose qu'il aurait pu servir de signe, à fonction symbolique forte, pour chaque alliance inter-groupes.
- C'est donc plutôt la flexibilité (plus que la fixité)[50] qui caractérise cette période en ce qui concerne l'invention, la production et l'usage des outils. D'autre part, il faut prendre en compte la nature spécifique des réseaux de relations entre les groupes dont semblent témoigner la distribution des traces d'habitat (voir ci-dessous) pour s'expliquer la diffusion de la technique Setouchi. Une technique lithique pour obtenir des couteaux, qui s'est développée du Nord Kyushu à la région de Kanto[52] et qui s'est transmise par ces probables réseaux.

#### Transition du Paléolithique supérieur à l'époque Jōmon: le Proto-Jōmon
À la fin du Paléolithique l'outillage s'adapte aux évènements climatiques, avec une faune et une flore soumises à des « mutations » successives rapides. On voit l'apparition de deux types de microlithes. Dans le Nord c'est l'assemblage à micro-nucléus en forme de burin. Dans le Sud, c'est l'assemblage à micro-nucléus en forme de cône. Le premier est originaire de Sibérie et s'est répandu jusqu'au milieu de l'île de Honshu. Le second provient de Chine, du bassin du fleuve Jaune, et s'est répandu du Sud au Nord jusqu'au milieu de Honshu. les microlithes mesurent 2–3 mm. de long et autour de 5 mm. de large. Ils étaient plantés sur des supports de bois ou d'os pour divers outils composites. Ils ont remplacé les précédents assemblages où le couteau dominait. Vers 13 000 BP, avant que le pont terrestre qui reliait Hokkaido à Sakhaline ne soit submergé, l'assemblage « Mikoshiba » est arrivé de Sibérie. Il est caractérisé par des haches partiellement polies et des pointes en forme de feuille, probablement utilisées comme pointes de lances. Ces nouveaux outils apparaissent parfois avec des poteries. Celles-ci sont donc de beaucoup postérieures aux plus anciennes poteries du Japon, datées vers 16 000 BP.
Il est tout fait remarquable que l'on ait pratiqué un peu partout des dépôts (vers 13 000 BP) de pierres taillées partiellement polies de type Mikoshiba, de diverses formes/fonctions, rangées comme un "trésor" ((en) : hoard) ou selon un rite, tant on a mis de soin dans sa disposition. Inada (1993) a fait remarquer que la diversité des fonctions n'est pas seule dans ces dépôts, on rencontre aussi différents moments de l'histoire de leur production et de leur usage. Prudemment Inada propose qu'il pourrait s'agir de dépôts en vue d'échanges ou pour une utilisation future et ils auraient pris cette forme d'un dépôt « rituel », car ces dépôts contiennent aussi des nucléus et des éclats à côté d'outils très sophistiqués. Cette hétérogénéité n'empêche d'ailleurs pas qu'il puisse effectivement s'agir d'un rituel. Il est remarquable à ce propos que certains outils, les haches et les pointes, entre autres, n'ont jamais été utilisées. Il semblerait que ces dépôts aient été effectués de nombreuses fois au même endroit, comme au site éponyme de Mikoshiba. Koji Mizoguchi en déduit que cela pourrait être le signe d'un attachement à des lieux précis et le début d'une « appartenance collective » ((en) : togetherness), ainsi qu'une organisation des déplacements, voire une certaine stabilité des faits sociaux. On a, par ailleurs, découvert un site de pêche du saumon, à la confluence de la rivière Aki-gawa (秋川) et du fleuve Tama-gawa 多摩川 (), associé à deux habitations et à une multitude d'outils (dont 2 000 pointes de flèche, celles-ci ayant pu servir à pêcher) et une fosse réservée aux rebuts. L'usage de ce site aurait été régulier, attaché à la meilleure saison de pêche, l'automne. De nombreux sites de ce type ont été localisés en des points semblables. Ailleurs, le site de Sojiyama - à la pointe Sud de l'île de Kyushu - présente des fosses et des foyers implantés sur les lieux de maisons semi-enterrés, abandonnés. Comme il s'agit d'un lieu précis quant à son exposition aux vents dominants, il pourrait s'agir d'un usage passager, en hiver, pour consommer, dans cet exemple, les noix conservées dans les fosses/silos depuis l'automne.
Tout ceci semblerait porter les indices d'un certain attachement à des lieux particuliers, à certains moments d'une année encore largement consacrée à des déplacements flexibles et fluides. Les ressources y sont prévisibles et espérées dans l'espace, et avec le retour des saisons. Ce qui a pu se passer auparavant, mais n'aurait pas laissé de traces aussi nettes, avec des fosses/rebuts et des fosses/silos ou des dépôts « rituels » d'outils.

## Conclusion
L'archipel manquait alors de ces ressources régulières qui étaient la contrepartie des conditions de vie difficiles sur la terre ferme. Les déplacements, en petits groupes et l'usage flexible d'outils multifonctionnels témoignerait d'une préparation à l'« incertain prévisible ». Il y a, ainsi, un grand nombre de concentrations de sites le long des cours d'eau, comme le site de Musashino dans la région de Kantō, avec seulement un ou deux groupes à chaque fois. En dépit de ce type de mobilité en petits groupes, il a fallu maintenir un réseau de solidarité en cas de disette, un réseau d'alliances pour les mariages et un réseau d'échanges de ressources, en particulier pour les ressources les plus rares.

## Les sites du Paléolithique japonais

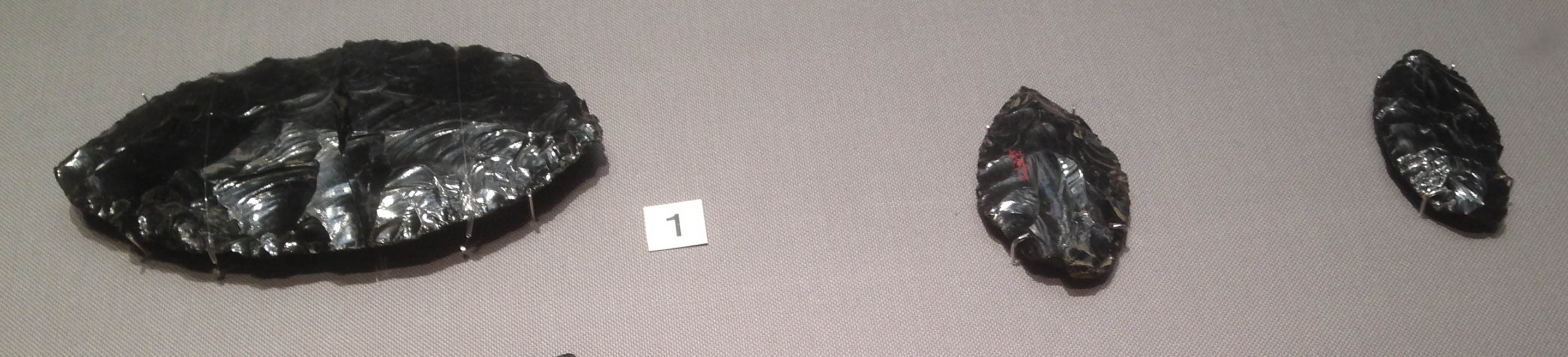
Hokkaido, sites de Engaru Cho, Shirataki ?
20000 BP. Paléolithique supérieur final. Bifaces en obsidienne. TNM

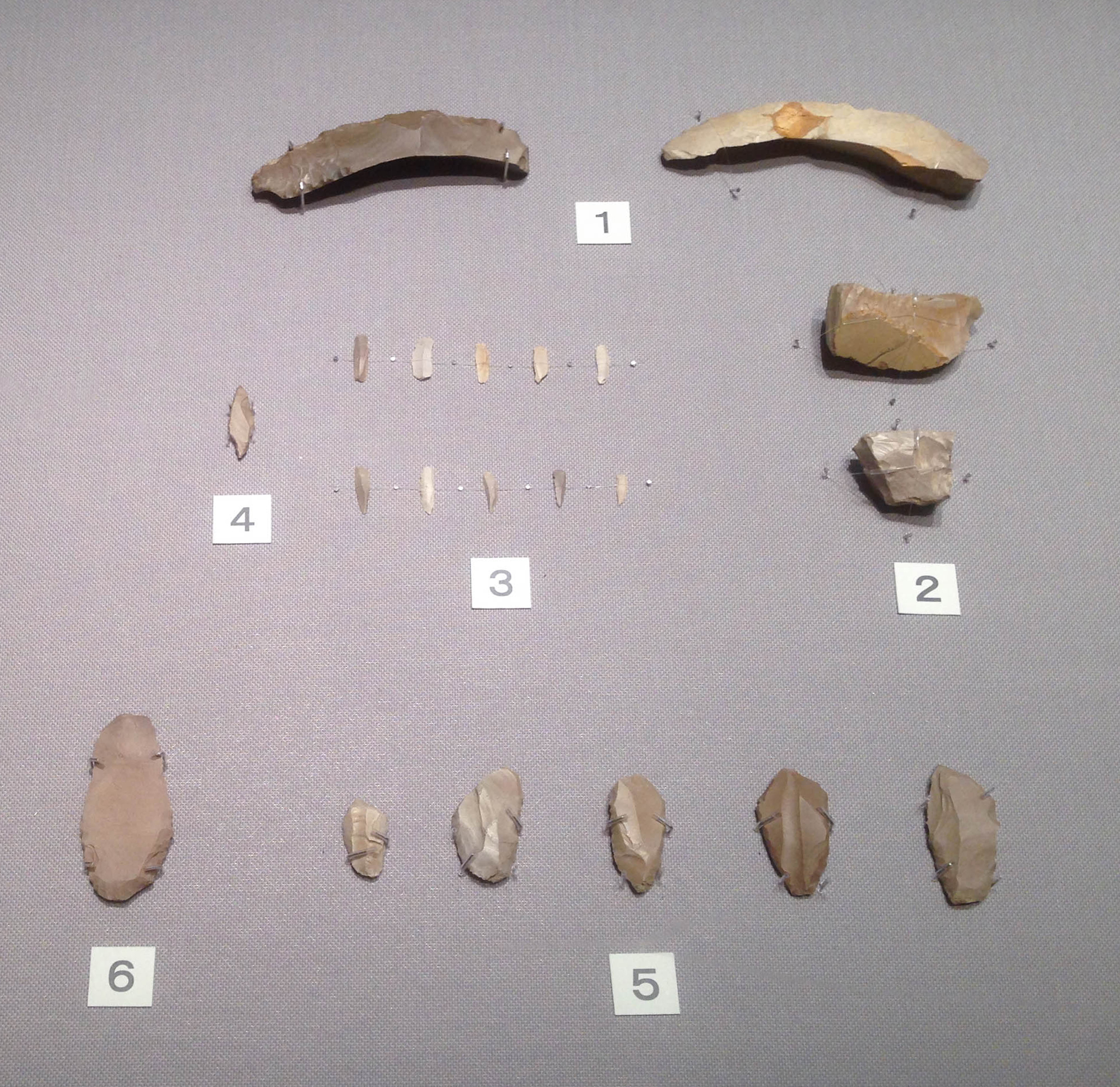
Site d'Araya, Nishikawaguchi, Niigata, Honshu. Outils, 18000 BP. Musée national de Tokyo.
1: éclats, 2: nucléus de microlithes, 3: microlithes, 4: outil en forme de pointe de flèche, 5: burins, 6: grattoir.

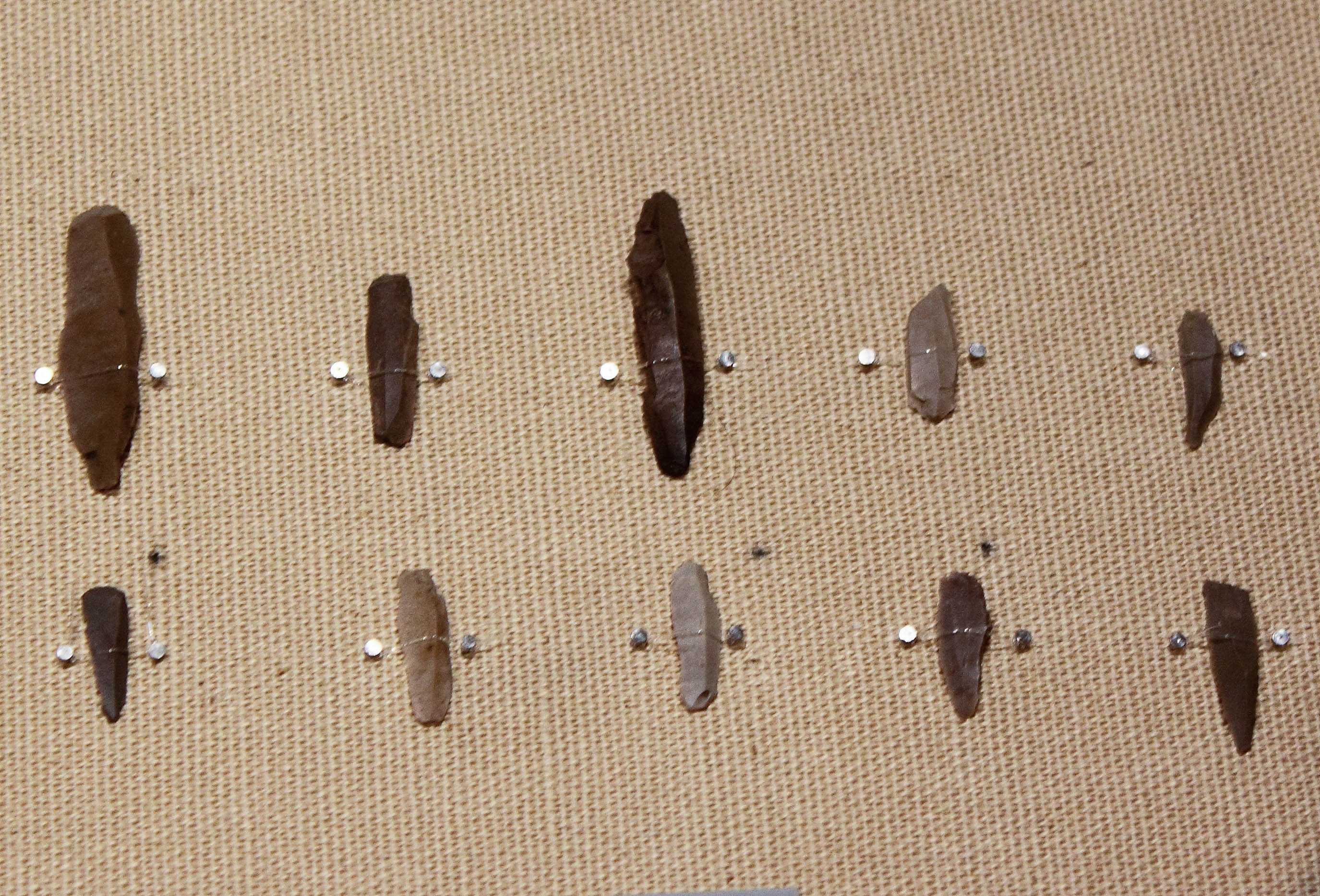
Microlithes. 18000 BP. Site de Niigata, Honshu. TNM

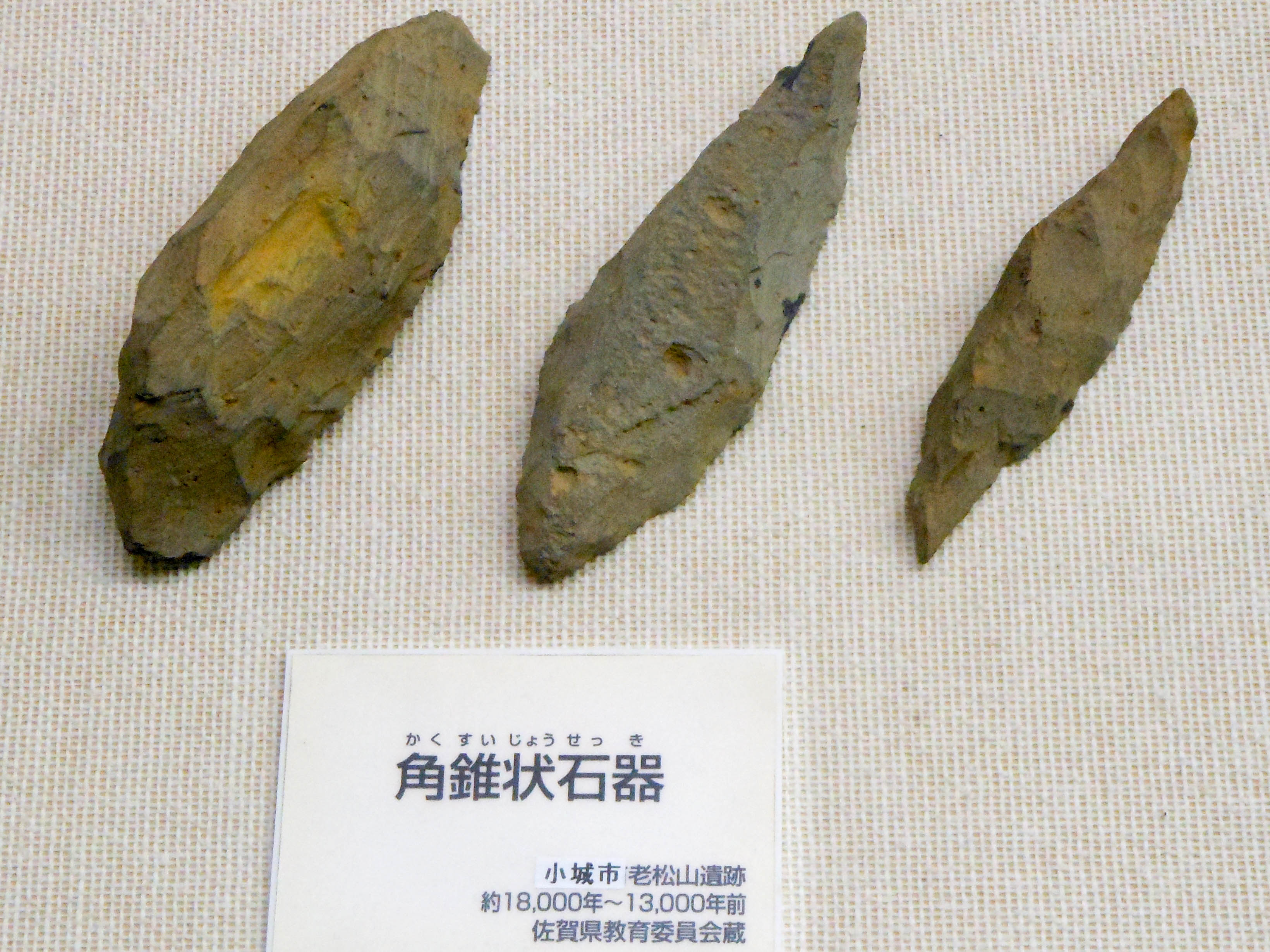
Outils en forme de pyramide, site : Oimatsuyama, Ogi city, Saga, Kyushu. 18,000-13,000 BP (Paléolithique supérieur - début Jōmon).
Saga Prefectural Museum

### Hokkaido
L'abondance et la qualité des obsidiennes le long de la rivière Yubetsu a favorisé le développement d'un travail de débitage de l'obsidienne par pression. La « méthode Yubetsu » a permis ainsi d'obtenir une pièce bifocale asymétrique.
Actuellement, le nombre total de lieux d'extraction d'obsidienne archéologique au Japon est plus de 80 et parmi eux, 21 se trouvent dans Hokkaido. L'obsidienne était la matière première dominante des pierres dans Hokkaido au Paléolithique Supérieur (35-10 000 Cal BP). Sur les 21 sites d'extraction d'obsidienne dans Hokkaido, 4 sources : Shirataki, Oketo, Tokachi et Akaigawa sont les principales et les autres sont des sources secondaires. Shirataki est une des plus grandes sources d'obsidienne dans l'Asie du Nord-Est. L'obsidienne de Shirataki a été transportée hors de Hokkaido jusqu'à l'île Sakhaline , au Nord, et l'île Paléo-Honshu, au Sud, au Paléolithique Supérieur final.

### Kyûshû et Honshû
- Iwajuku (岩宿?) - Site localisé à Midori dans la Préfecture de Gunma (群馬県?), Honshu (本州?), découvert par Tadahiro Aizawa (相沢 忠洋?). C'est le site du paléolithique qui fut découvert le premier, en 1949. Datation au C-14 : entre 30 000 et 20 000 ans BP. Deux couches culturelles ont été fouillées. Dans la première couche, supérieure A, la plus récente, ont été découverts des outils lithiques en obsidienne et en agate, notamment des lames et des pointes de projectiles, datés d'environ 20 000 ans BP. La couche inférieure, plus ancienne présente des meules où ont été retrouvés des morceaux de châtaigne, indiquant l’importance des ressources végétales des hommes au Paléolithique japonais, mais aussi et surtout des pierres taillées en forme de « haches » et présentant un tranchant sensiblement usé ou affuté. Les deux niveaux sont séparés par une épaisse couche de cendre qui a permis de dater avec précision le site. Cette couche de cendre appelée AT a été formée vers 22 000 ans BP par une importante explosion volcanique formant la Caldeira d'Aira dont les cendres ont recouvert tout le territoire japonais. La longue occupation du site par des populations archaïques d'Homo sapiens est confirmée par les différentes couches retrouvées, mettant en évidence une occupation ancienne du Honshu[59].
- Le groupe de sites de Taga, préfecture de Saga, Kyûshû, entre 15000 et 10000 BP, est placé sur une réserve de pierre et contient environ 100000 outils, chaque site étant spécialisé dans une certaine étape du travail de la pierre, depuis l'extraction de la matière brute jusqu'à la production d'objets finis[60].

### Archipel Nansei
- Yamashita-Cho (山下?) - Site localisé sur l’île d’Okinawa, à Naha, dans une grotte de calcaire, découvert en 1967 par Takamiya (1968)[61]. Aujourd’hui le site se trouve en plein centre ville, recouvert par des habitations. Les ossements mis au jour sont ceux d’un enfant (Yamashita-cho Dojin) d’approximativement 6 ans, composé d’un fémur et d’un tibia daté par le C14 à 32 000 ± 1 000 ans BP[62]. Suzuki dans son article de 1983, souligne que l'Homme de Yamashita peut-être vu comme un ancien Homo sapiens du Pléistocène supérieur[63]. Selon les études comparatives d'Erik Trinkaus et de Christopher B. Ruff[64] menée en 1996, l'homme de Yamashito-cho est à rapprocher d'un homme archaïque ayant des caractéristiques proches de l’Africain et des populations asiatiques modernes de l’est.
- Yonebaru - Site localisé sur l’île d’Ishigaki-jima, faisant partie de l’archipel de Sakishima, appartenant aux îles Yaeyama, au sud des îles Miyako, proche de Taïwan. Des ossements ont été retrouvés près de la ville d’Ishigaki. Ces ossements comprennent des bassins, des fémurs, des clavicules, etc. Datation par le C14 d'environ 30 000 ans BP.
- Pinza-Abu (ピンザアブ?) - Site localisé sur l’île de Miyako-jima, faisant partie de l’archipel de Sakishima, appartenant aux îles Miyako, situé au sud de l’archipel d'Okinawa, au village Ueno-son. Les ossements retrouvés comprenaient un os pariétal et un os occipital. L’homme de Pinza-Abu est daté par le C14 de 26 000 ans BP. On a retrouvé également des ossements d'éléphants de Naumann (Palaeoloxodon naumanni)[65],[66].
- Iegohezu ou Katabaru - Site localisé sur l’île d’Ie, dans l’archipel d'Okinawa, au nord-ouest de l’île d'Okinawa, distante de 5 km. Le site a été trouvé près d’Ie-son dans la grotte de Katabaru. Ont été mis au jour une mâchoire et des morceaux de crânes. Datation par le C14 d'environ 20 000 ans BP[67].
- Minatogawa (港川人?) - Site localisé sur l’île d’Okinawa, à 10 km au sud-est de la ville de Naha, sur la côte est de la pointe sud de l’île, près du village de Gushikami, découvert en 1966, et fouillé en 1968, 1970, et 1974 par Suzuki[67]. Nombreux ossements de 5 à 9 individus, dont 4 identifiés (l’Homme de Minatogawa (squelette complet) et 3 femmes adultes, le reste des ossements appartenant à un autre homme et des femmes). Les fouilles ont également mis au jour plus de 200 ossements de mammifères aujourd’hui disparus dont deux espèces de cerfs (Cervus astylodon et Muntjacinae, gen. et. sp. indet), de rats, de sangliers, etc. Des ossements d’éléphants de Naumann (Palaeoloxodon naumanni) ont été également retrouvés sur l’île[68],[65]. Ces squelettes comptent parmi les plus anciens que l’on ait retrouvé en Asie du Sud-Est. Datation par le C14 entre 18 000  et   16 000 ans BP. Les squelettes ont été retrouvés avec de nombreuses blessures, bras cassés, trous sur la partie supérieure du crâne numéro IV, qui semblent indiquer que ces hommes et ces femmes ont été tués par des ennemis qui pratiquaient le cannibalisme sur leurs victimes. La fissure au sein de la carrière calcaire de Minatogawa servait de décharge (d’où la quantité considérable d’ossements d’animaux retrouvés, plus de 200, mélangés à ceux des restes humains)[67]. Une autre particularité concerne une mandibule isolée, la mandibule A, où Hanihara et Ueda ont remarqué l’extraction, certainement artificielle, des deux incisives centrales de la mâchoire inférieure. L’extraction des incisives centrales inférieures a été remarquée en particulier sur les mâchoires du Jômon moyen (ca. 5 000 ans BP) et durant le Néolithique chinois (environ 5 000 ans BP) ce qui tend à démontrer une pratique culturelle répandue, qui peut être liée à des formes d'esthétique corporelle ou à un rite de passage. Si de nombreuses mâchoires du Jômon moyen et de la Chine Néolithique présentent ces caractéristiques, la mandibule A est le seul exemple de cette pratique dans des temps si reculés, soit environ 10 000 ans BP avant le Jômon moyen.
- Oyama - Site localisé sur l’île d'Okinawa, dans la ville de Ginowan, au centre de l’île, au nord-est de Naha, découvert par Taira et Oyama (celui qui découvrira en premier le site Minatogawa) en 1966. Une mandibule inférieure retrouvée et datée par le C14 de 18 000 ans BP.
- Shimo-ji - Site localisé à Gushikawa-son, sur l’île de Kume, appartenant à l’archipel d’Okinawa. L’île est située à l’est de l’Okinawa Hontô. Les archéologues ont mis au jour des fémurs d’enfant et environ cinquante morceaux de mâchoires inférieures. Datation par le C14 d'environ 15 000 ans BP.

## Datations scientifiques et falsifications
Les fossiles situés dans les plaines de la région du Kantō sont les plus faciles à dater, car celle-ci est composée de trois niveaux de dépôts volcaniques : le dépôt de Shimosueyashi (de - 130 000 à - 60 000), le dépôt de Musashino (environ - 50 000) et celui de Tachikawa (- 31 000 à - 11 000).
La révélation des supercheries de l'archéologue Shin'ichi Fujimura, en 2000, a remis en cause la plupart des découvertes japonaises les plus anciennes : il a reconnu avoir lui-même enfoui des objets de sa collection personnelle : ce « salage » consistant en l'enfouissement de vestiges paléolithiques de façon à créer de faux sites faisait remonter la présence humaine au Japon à 600 000 ans avant le présent, avec les restes construits de toutes pièces du premier habitat humains à Chichibu, au nord de Tokyo et daté de 600 000 ans BP. Depuis cet événement, et après un rapport détaillé de la communauté archéologique japonaise en 2004, la date la plus communément admise pour le début du peuplement humain du Japon se situe aux environs de - 40 000 ans.

## Les Aïnous
Selon certains, les Aïnous auraient immigré au Japon avant la remontée des eaux vers 10 000 BP (début de l'Holocène, avec une insolation maximum vers 11 000 BP, c'est-à-dire à l'époque Jōmon ou auparavant). Pour Vadime Elisseeff, « ils sont issus comme les autres habitants nippons d'un métissage entre un type hypothétique de Proto-Japonais et d'autres groupes venus d'ailleurs ». Ils vivaient principalement de la collecte-cueillette, de la pêche et de fruits de mer. Ils chassaient également grâce à des armes de pierre taillée. Ils utilisaient la pierre pour la confection d'outils simples. Les principaux matériaux utilisés étaient le grès, le schiste, l'obsidienne et le basalte. Leur corrélation moins avec le paléolithique qu'avec la période Jōmon n'est plus retenue (depuis au moins 1996). Ils ont occupé, au moins une partie de Honshu, puis ont été chassés vers le Nord. « Ils ont, depuis le XIe siècle, peu à peu adopté le mode de vie nippon malgré d'anciennes hostilités ».
Une étude génétique en 2020 retraçant la formation génomique des populations humaines en Asie de l'Est montre qu'il existe une division profonde entre les populations de l'Eurasie orientale, remontant à plus de 40 000 ans, entre un ensemble de populations issues de groupes liés à l'homme de Tianyuan et des populations ayant des affinités avec les peuples autochtones du sud-est de l'Eurasie et Australie (nommés en anglais Ancestral Ancestral South Indians AASI) comme les Onges, les Négritos de Malaisie et des Philippines et les Océaniens. Les populations modernes d'Asie de l'Est et du Sud-Est peuvent être considérées comme un mélange entre ces deux groupes, sous diverses impulsions et vagues. L'ascendance liée aux Onges contribue à 45 % de l'ascendance des Jōmons. Les Jōmons se présentent comme un mélange homogène d'une population issue d'une ascendance liée aux Onges et d'une autre plus proche des populations eurasiennes du nord-est de la vallée de l'Amour, qui descendent de populations liées à l'homme de Tianyuan.
Fondamentalement, les Aïnous sont également une fusion d'un groupe sibérien et d'une population qui a des affinités avec les indigènes d'Asie du Sud-Est avant l'arrivée des agriculteurs. En dépit de leur apparence parfois « européenne », la génétique rend intelligible tout à la fois l'analyse précoce des groupes sanguins qui avait établi une affinité orientale de ces populations, mais également les observations concernant la morphologie et la culture qui suggéraient des connexions différentes avec la Sibérie ou l'Australie. En effet, les aborigènes australiens descendent également en grande partie de l'un des groupes liés aux Onges.